# Леди S из Москвы
«Леди S из Москвы» (кор.: 모스크바에서 온 S여인) — южно-корейский фильм 1993 года режиссёра До-Вон Сока с Ольгой Кабо в главной роли.

## Сюжет
Русская женщина Наташа приезжает в Корею на остров Чеджудо. По завещанию преподававшего ей в Москве корейскую живопись учителя она планирует запечатлеть корейский пейзаж. Но она не может преодолеть свою потерю и не в состоянии рисовать. Она встречает корейца по имени Ким, хрупким на вид человеком, с душевной травмой, вызванной воспоминаниями об участии в войне во Вьетнаме. Наташа с интересом начинает общаться с ним. Чистая и искренняя, не требующая ответа, любовь Кима помогает Наташе испытать тонкие чувства любви и закончить работу над картиной.

## В ролях
- Ольга Кабо — Наташа
- Ма Хын-сик — Ким Донджун
- и другие

## Съёмки
Фильм снимался в Южной Корее.
Сценарий был написан специально для Ольги Кабо — годом ранее в 1992 году на 37-м Азиатско-тихоокеанском кинофестивале проходившем в Сеуле актриса была получила приз «Popularity Award by film Journalists», и именно ей поступило предложение принять участие в съёмках фильма:

Буквально через месяц актрисе прислали из Сеула сценарий, написанный специально для Ольги. После чего и появился корейский фильм «Леди S из Москвы», где Кабо играла русскую, попавшую в Корею. В то время ей даже показалось что она стала внешне походить на кореянку, до такой степени она ассимилировалась в этой стране.— Звезды Театра российской армии. — М.: АСТ-Пресс книга, 2002. — 303 с. — с. 98